# Organo (strumento musicale)
In musica, l'organo (dal greco ὄργανον òrganon, "organo, strumento") è uno strumento a tastiera in cui il suono è prodotto da una o più serie di canne, o altri mezzi (per es., nel XX secolo, il nome è stato dato anche a strumenti che producono il suono mediante dispositivi elettromeccanici o elettronici).
Gli organi possono avere più tastiere, suddivise in manuali (per suonare con le mani) e pedaliera (suonata con i piedi). Con l'utilizzo dei registri, ad ogni tastiera – manuale o pedaliera – possono essere collegate varie file di canne.
Chi suona l'organo è chiamato organista, mentre i fabbricanti di organi e strumenti simili sono detti organari.

## Panoramica
La panoramica include i vari tipi di organo:
- Organi a canne, che utilizzano l'aria che vibra nelle canne per produrre suoni. Le canne dell'organo possono essere di due tipi: ad anima (dette anche labiali), quando la vibrazione è determinata dall'oscillazione della lama d'aria entrante, come nel flauto; ad ancia, quando è presente una lamina metallica elastica che viene messa in vibrazione dall'aria. Le canne possono essere di vari materiali, di diverse forme (cilindriche, coniche, a parallelepipedo o di forma composita) e con diversi rapporti fra lunghezza e diametro. Queste differenze, e la combinazione di più canne che suonano per lo stesso tasto, determinano i diversi timbri che l'organo può produrre.
- Organi senza canne, che sono:
  - l'armonium, che come la fisarmonica e gli organi a bocca (sheng, sho, khèn, armonica, melodica, ecc.) produce il suono mediante ance libere; l'aria è fornita dai mantici interni alimentati da due pedali, azionati dall'esecutore;
  - gli organi elettromeccanici[N 2] ed elettronici[N 3], che generano suoni prodotti elettronicamente attraverso uno o più altoparlanti.
- Organi meccanici, la cui famiglia include l'organo a rullo e l'orchestrion. Essi sono controllati da mezzi meccanici come cilindri con punte o nastri perforati.

## Storia

### Predecessori
I predecessori dell'organo sono:
- il flauto di Pan (syrinx), considerato l'antenato dell'organo a canne e dell'armonica a bocca;
- l'aulos, antico strumento ad ancia doppia con due canne, il cui nome è l'origine della parola Hydr-aulis (acqua-aerofono).

### Origini
L'organo è uno strumento musicale antico, risalente al tempo di Ctesibio di Alessandria (285-222 a.C.), inventore dell'organo idraulico. È stato suonato in tutto il mondo antico, greco romano, in particolare durante gare e giochi. Nel corso dell'Alto Medioevo si diffuse dall'Impero bizantino, dove continuò ad essere utilizzato nella musica di corte (non religiosa), in Europa occidentale, dove gradualmente assunse un posto di rilievo nella liturgia della Chiesa cattolica. Successivamente riemerse come strumento secolare e recitativo nella tradizione della musica classica.

### Primi organi
I precursori del grande organo a canne da chiesa (che compare nel XIV secolo) sono:
- III secolo a.C.: l'organo idraulico (hydraulis), organo dell'antica Grecia alimentato ad acqua suonato mediante una tastiera, e dotato già di registri separati;
- I secolo (almeno): lo Ptera e lo Pteron, organi dell'antica Roma simili, nell'aspetto, al più recente organo positivo, già dotati di pedaliera e registri ad ancia. Erano prevalentemente utilizzati nelle arene durante i giochi dei gladiatori[senza fonte];
- II secolo: il Magrepha, antico organo ebraico a dieci canne con una tastiera[senza fonte];
- VIII secolo: l'organo di Pipino del 757 (Carolingi), inviato in dono in Occidente dall'imperatore bizantino Costantino V;
- IX secolo: il suonatore di flauto automatico (e forse un organo automatico a propulsione idroelettrica), un organo meccanico dei fratelli Banū Mūsā[senza fonte];
- XIII-XVII secolo: l'organo medievale, suddiviso in due tipi:
  - il portativo, un piccolo strumento portatile;
  - il positivo, strumento leggermente più grande, ma ancora portatile;
- XIV-XVIII secolo: il regale, che è uno strumento tardomedievale con ance battenti prive di risuonatori, precursore dell'armonium.

## Organi a canne

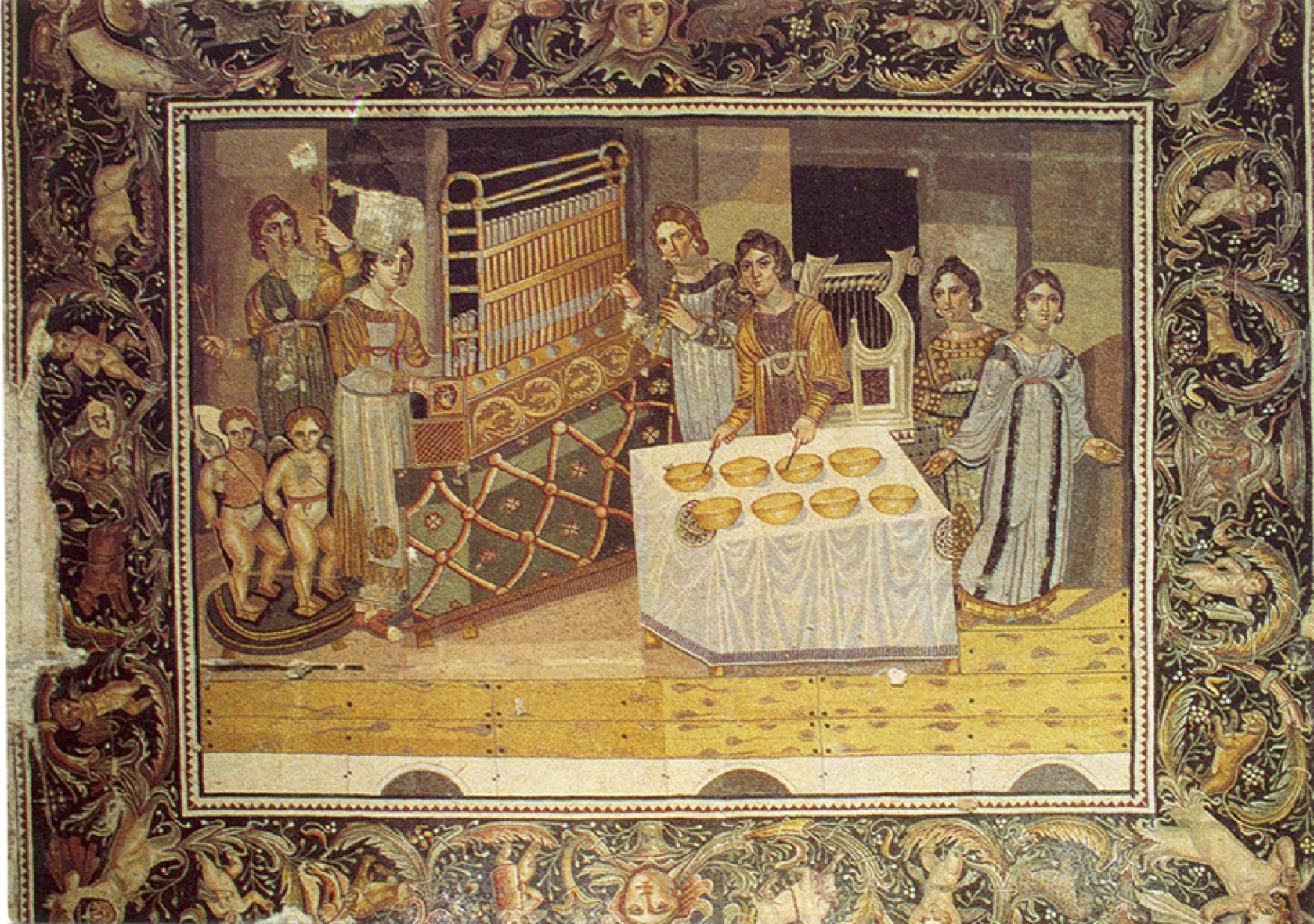
IV e VI secolo d.C. Mosaico di musicisti di sesso femminile che mostra una donna che suona l'organo, proveniente da una villa bizantina a Maryamin (Syria).

L'organo a canne è il più grande strumento musicale. Questi strumenti variano notevolmente nelle dimensioni, da un metro cubo a un'altezza che raggiunge i cinque piani e sono costruiti nelle chiese, nelle sinagoghe, nelle sale da concerto e nelle case. I piccoli organi sono chiamati "portativi" (abbastanza piccoli da poter essere trasportati mentre si suona) o "positivi" (facilmente posizionabili in luoghi diversi).
Le canne sono divise in ranghi e controllate mediante l'uso dei registri e pistoni combinati. Sebbene la tastiera non sia espressiva come su un pianoforte e non influisca sulla dinamica (è binaria; la pressione di un tasto attiva o disattiva solo il suono), alcune divisioni possono essere racchiuse in una scatola "swell", consentendo il controllo della dinamica tramite persiane. Alcuni organi sono completamente chiusi, il che significa che tutte le divisioni possono essere controllate da una serie di persiane. Alcuni registri speciali con canne ad ancia libera sono espressivi.
Esiste nella sua forma attuale almeno dal I secolo a.C., anche se sono stati trovati organi risalenti al tardo ellenistico periodo (III secolo a.C.). Insieme all'orologio, era considerata una delle più complesse creazioni meccaniche realizzate dall'uomo prima della rivoluzione industriale. Le dimensioni degli organi a canne vanno da una singola tastiera a enormi strumenti con oltre 10.000 canne. Un grande organo moderno ha tipicamente tre o quattro manuali con cinque ottave (61 note) ciascuna e una pedaliera di due ottave e una quinta giusta (32 note).
Wolfgang Amadeus Mozart definì l'organo "il re degli strumenti". Alcuni strumenti più grandi hanno canne da 64 piedi (un piede qui significa "piede sonoro" una misura abbastanza vicina all'unità di misura inglese) e suona con un tono fondamentale di frequenza di 8 Hz. Forse la caratteristica più istintiva e la capacità di spaziare dal minimo suono al più potente, "plein jeu" impressionante scatola sonora, che può essere sostenuta nel tempo indefinitamente all'organista. Ad esempio l'organo Wanamaker, situato a Filadelfia (Stati Uniti), ha risorse sonore paragonabili a tre orchestre sinfoniche simultanee. Un'altra caratteristica interessante risiede nel suo approccio polifonico intrinseco: ogni serie di flauti può essere suonata simultaneamente con le altre e i suoni mescolati e intervallati nell'ambiente, non nello strumento stesso.

### Chiese
La maggior parte degli organi in Europa, nelle Americhe e in Australia si trova nelle chiese cristiane.
L'introduzione degli organi ecclesiastici è tradizionalmente attribuita a Papa Vitaliano nel VII secolo. Grazie alla sua capacità simultanea di fornire una base musicale al di sotto del registro vocale, supporto nel registro vocale e maggiore luminosità al di sopra del registro vocale, l'organo è ideale per accompagnare le voci umane, che si tratti di una congregazione, di un coro, di un cantore o di un solista.
La maggior parte dei servizi include anche il repertorio per organo solista per l'esecuzione indipendente piuttosto che come accompagnamento, spesso come preludio all'inizio del servizio e postludio alla fine del servizio.
Oggi quest'organo può essere un organo a canne (vedi sopra), digitale o elettronico che genera il suono con chip di elaborazione del segnale digitale (DSP) o una combinazione di canne ed elettronica. Può essere chiamato "organo da chiesa" o "organo classico" per differenziarlo dall'organo da teatro, che è uno stile di strumento assai diverso. Tuttavia, poiché il repertorio organistico classico è stato sviluppato per l'organo a canne e, a sua volta, ha influenzato il suo sviluppo, il confine tra una chiesa e un organo da concerto è diventato più difficile da tracciare.

### Sale da concerto
Tra la fine del XIX secolo e l'inizio del XX secolo, gli organi sinfonici fiorirono in luoghi secolari degli Stati Uniti e del Regno Unito, progettati per sostituire le orchestre sinfoniche suonando trascrizioni di brani orchestrali. Gli organi sinfonici e orchestrali caddero, in gran parte, in disgrazia quando il movimento per la riforma dell'organo (orgerbewegung) prese piede a metà del XX secolo e i fabbricanti di organi iniziarono a cercare ispirazione nei modelli storici nella costruzione di nuovi strumenti. Oggi i costruttori moderni costruiscono organi in una varietà di stili per applicazioni sia secolari che sacre.

### Cinema e teatri

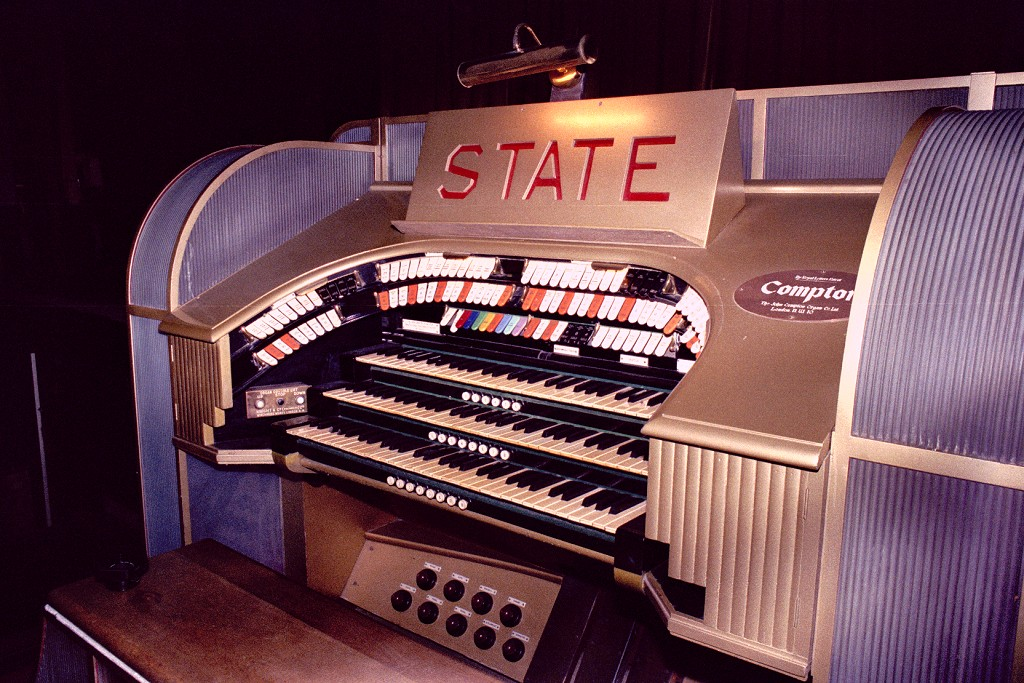
Organo teatrale nel cinema di stato a Grays (Inghilterra).

L'organo da teatro (o del cinema) è stato progettato per accompagnare i film muti. Come un organo sinfonico, è fatto per sostituire un'orchestra. Tuttavia include molti gadget, come accessori per percussioni meccaniche e altri suoni imitativi utili per creare accompagnamenti sonori di film come clacson, campanelli e fischietti per uccelli. Presenta tipicamente la famiglia di canne tibiali come i suoi fermi di fondazione e l'uso regolare di un tremolo che possiede una profondità maggiore di quella di un organo classico.
Gli organi teatrali tendono a non occupare quasi lo stesso spazio degli organi standard, facendo affidamento sull'estensione (talvolta chiamata unificazione) e pressioni del vento più elevate per produrre una maggiore varietà e un volume di suono maggiore da un minor numero di canne. L'unificazione conferisce a uno strumento più piccolo la capacità di uno molto più grande e funziona bene per stili di esecuzione monofonici (accordature e accordi con voci soliste). Il suono è, tuttavia, più denso e omogeneo di un organo classico.
Negli Stati Uniti, l'American Theatre Organ Society (ATOS) è stata determinante nei programmi per preservare esempi di tali strumenti.

### Organo da camera

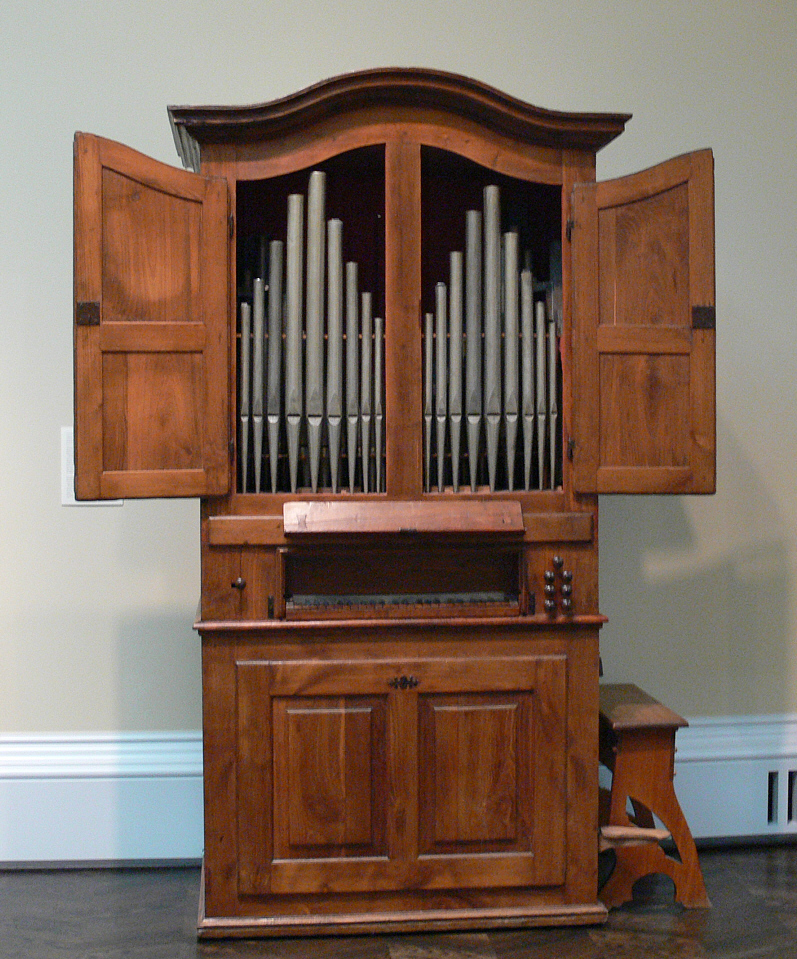
Organo da camera di Pascoal Caetano Oldovini (1762).

Un organo da camera è un organo a canne, spesso con una sola tastiera e, talvolta, senza canne a pedale separate; che viene collocato in una piccola stanza, che questo minuscolo organo può riempire di suoni. È spesso limitato al repertorio di organi da camera, poiché spesso gli organi hanno troppo poche capacità vocali per competere con i grandi organi a canne nell'esecuzione dei classici. Il suono e il tocco sono unici per lo strumento, non suonando come un grande organo con pochi registri tirati fuori, ma piuttosto molto più intimi. Di solito sono strumenti a trasmissione, sebbene i costruttori moderni stiano spesso costruendo organi da camera elettropneumatici.
La musica per tastiera pre-Beethoven può, di solito, essere suonata facilmente su un organo da camera come su un pianoforte o un clavicembalo, e un organo da camera è talvolta preferibile a un clavicembalo per il continuo in quanto è più adatto a produrre un tono sostenuto.

## Organisenzacanne

### Armonium

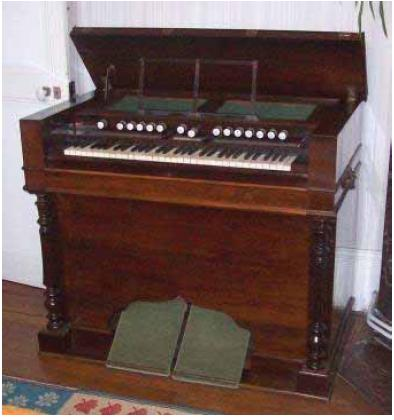
Armonium della ditta francese Alexandre Père et Fils.

L'armonium, inventato nel XIX secolo, era l'altro tipo principale di organo prima dello sviluppo degli organi elettromeccanici ed elettronici. Generava i suoi suoni utilizzando ance simili a quelle di una fisarmonica. Più piccoli, più economici e più portatili del corrispondente organo a canne, erano ampiamente usati nelle chiesette e nelle villette, ma il loro volume e la loro gamma tonale erano estremamente limitati. Erano generalmente limitati a una sola tastiera.
- Armonium occidentale (o "da salotto"): strumento ad ancia, solitamente con diversi registri e due mantici a pedale.
- Armonium indiano (o "portatile"): strumento ad ancia, con un limitatissimo numero di registri e un mantice a mano.
- Melodeon: strumento ad ancia con serbatoio d'aria e mantice a pedale; era popolare negli Stati Uniti a metà del XIX secolo. Non si deve confondere con la fisarmonica diatonica a bottoni, nota anche con lo stesso nome.

### Organi elettromeccanici ed elettronici
Dagli anni trenta, sono stati disponibili organi elettromeccanici ed elettronici, senza canne per produrre suoni simili ed eseguire ruoli simili agli organi a canne. Molti di essi sono stati acquistati sia da luoghi di culto che da altri potenziali clienti di organi a canne, e da molti musicisti sia professionisti che dilettanti per i quali un organo a canne non sarebbe una possibilità. Molto più piccoli ed economici da acquistare rispetto ad un corrispondente strumento a canne – e in molti casi portatili – hanno portato la musica d'organo nelle case private, nelle orchestre da ballo e in altri nuovi ambienti, e hanno quasi completamente sostituto l'organo a canne.

#### Hammond

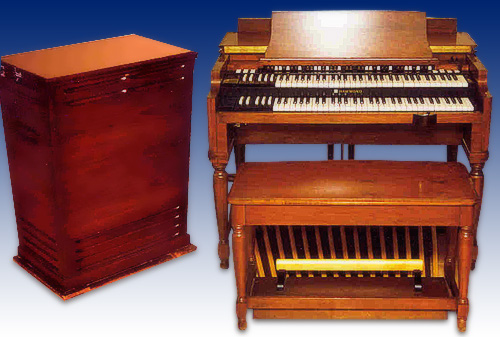
Organo Hammond B3 con, sulla sinistra, il Leslie 122.

L'organo Hammond, progettato dall'ingegnere statunitense Laurens Hammond (1895 – 1973), è stato il primo organo elettromeccanico di successo, pubblicato negli anni trenta. Utilizzava ruote foniche meccaniche per produrre le forme d'onda del suono. Il sistema di tiranti consentiva di impostare i volumi per suoni specifici e forniva effetti simili al vibrato. I tiranti consentono al suonatore di scegliere i livelli di volume. Enfatizzando alcuni armonici della serie armonica è possibile imitare i suoni desiderati (come "archi" e "fiati"). Generalmente, i vecchi organi a barra Hammond avevano solo preamplificatori ed erano collegati a un altoparlante esterno amplificato. Il Leslie, che ruota per creare un caratteristico tremolo, divenne popolare.
Sebbene fosse originariamente destinato alle chiese in sostituzione degli organi a canne, l'organo Hammond – specie il B3 – divenne popolare nel jazz (in particolare, nel soul jazz e nel gospel). Poiché queste erano le radici del rock'n'roll, l'organo Hammond divenne parte del rock'n'roll. È stato ampiamente utilizzato nel rock degli anni sessanta e settanta, da band come gli Emerson, Lake & Palmer (ELP), i Procol Harum, i Santana e i Deep Purple. La sua popolarità è risorta intorno al 2000, in parte grazie alla disponibilità degli organi "clonewheel" che erano abbastanza leggeri da poter essere trasportati da una sola persona.

#### Allen e altri organi analogici
In contrasto con il progetto elettromeccanico di Hammond, la Allen Organ Company ha introdotto il primo organo totalmente elettronico nel 1938, basato sull'oscillatore stabile progettato e brevettato dal fondatore dell'azienda, Jerome Markowitz. Allen ha continuato a far progredire la generazione di toni analogici negli anni sessanta con ulteriori brevetti. Nel 1971, in collaborazione con la North American Rockwell, Allen introdusse il primo strumento digitale disponibile in commercio al mondo. Il primo organo digitale Allen è ora allo Smithsonian Institution.

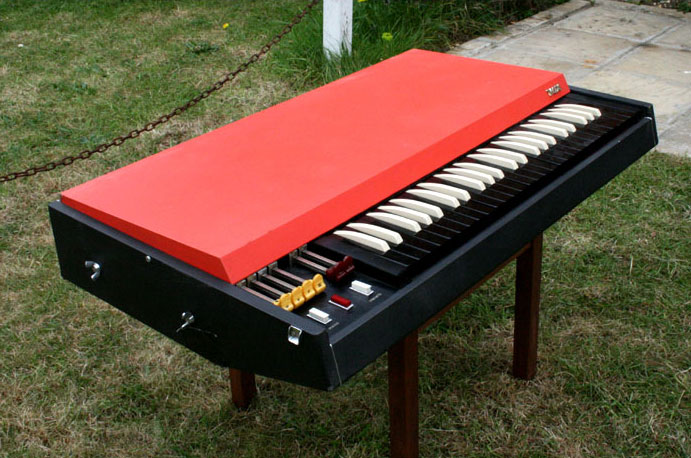
Un organo combo Vox Continental.

Gli organi divisori di frequenza utilizzavano oscillatori anziché parti meccaniche per produrre il suono. Erano, persino, più economici e più portatili dell'Hammond. E presentavano la capacità di piegare i toni.
Dagli anni quaranta agli anni settanta, erano venduti piccoli organi che semplificavano i registri degli organi tradizionali. Questi strumenti possono essere considerati i predecessori delle tastiere portatili, poiché includevano accordi one-touch, dispositivi ritmici e di accompagnamento e altri gadget assistiti elettronicamente. Frederick C. Lowrey era il principale produttore di questo tipo di organi negli strumenti più piccoli (modelli "spinetta").
Negli anni sessanta e settanta, un tipo di organo elettronico portatile chiamato "organo combo" era molto diffuso, specialmente tra i gruppi di stampo ska (tra gli anni sessanta e ottanta) e rock – ed era un suono distintivo nella musica rock del periodo – come i Doors e gli Iron Butterfly. Gli organi combo più conosciuti sono stati prodotti da Farfisa e Vox.
Conn-Selmer e Rodgers realizzarono anche organi elettronici che utilizzavano oscillatori separati per ogni nota anziché divisori di frequenza, conferendo loro un suono più ricco – più vicino all'organo a canne – a causa delle lievi imperfezioni nell'accordatura.
Gli organi ibridi, a partire dall'inizio del XXI secolo, incorporano alcuni ranghi di canne per produrre alcuni suoni e utilizzano circuiti elettronici e campionamenti digitali per altri suoni e per risolvere collisioni di prestito. I principali produttori sono Allen, Walker, Compton, Wicks, Marshall & Ogletree, Phoenix, Makin Organs, Wyvern Organs e Rodgers.

#### Organi digitali

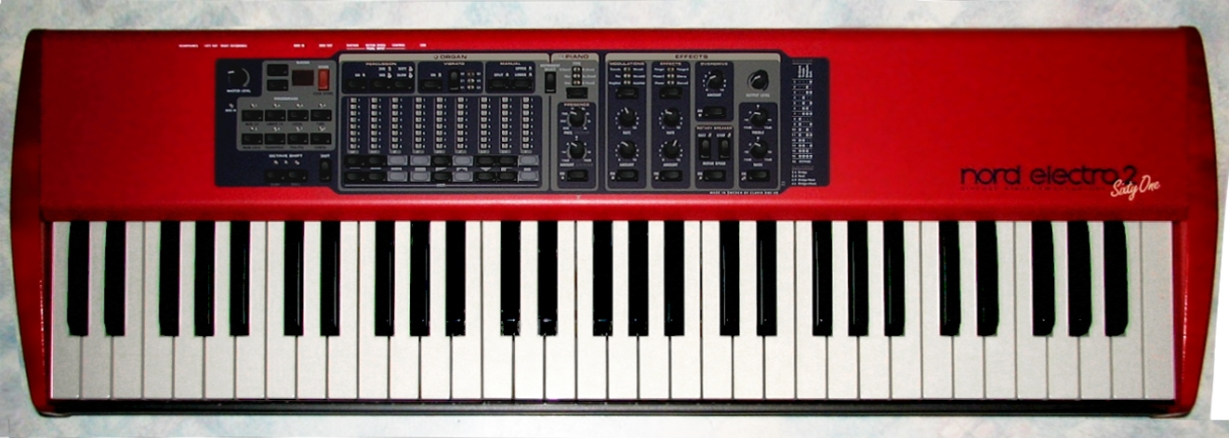
Un moderno organo digitale, Nord Electro 2, che utilizza la modellazione e la tecnologia DSP.

Lo sviluppo del circuito integrato ha consentito un'altra rivoluzione negli strumenti elettronici a tastiera. Gli organi digitali venduti dagli anni settanta utilizzano la sintesi additiva, quindi vengono utilizzate anche la tecnologia di campionamento (anni ottanta) e la sintesi di modellazione fisica (anni novanta), per produrre il suono.
Gli organi a canne virtuali utilizzano il MIDI per accedere ai campionamenti degli organi a canne reali memorizzati su un computer, al contrario degli organi digitali, che utilizzano DSP e hardware del processore all'interno di una consolle per produrre suoni o fornire i campionamenti sonori. I monitor touch-screen consentono all'utente di controllare la consolle virtuale; non è richiesta una consolle tradizionale con i suoi controlli fisici di arresto e aggancio. In una forma così elementare, un organo virtuale può essere ottenuto a un costo molto inferiore rispetto agli altri organi classici digitali.

## Organi meccanici
Gli organi meccanici sono:
- l'organo a rullo, reso famoso dai suonatori di strada nella sua forma portatile, mentre la forma più grande è dotata di tastiere per l'esecuzione umana;
- l'organetta, che è un piccolo strumento simile a una fisarmonica fabbricato a New York alla fine del 1800;
- strumenti novità o di vario tipo che operano sugli stessi principi; questi organi a canne utilizzano un pianista o altri mezzi meccanici, invece di una tastiera per suonare una canzone preparata:
  - Orchestrion;
  - Organo a banda statunitense;
  - Organo da fiera;
  - Organo da strada olandese;
  - Organo da ballo belga.

Il vento può anche essere creato utilizzando vapore pressurizzato al posto dell'aria. La calliope (o "organo a vapore") fu inventato negli Stati Uniti nel XIX secolo. Le calliope hanno, di solito, un suono forte e pulito. Sono usati come strumenti all'aperto e molti sono stati costruiti su piattaforme con ruote.

## Musica

### Musica classica

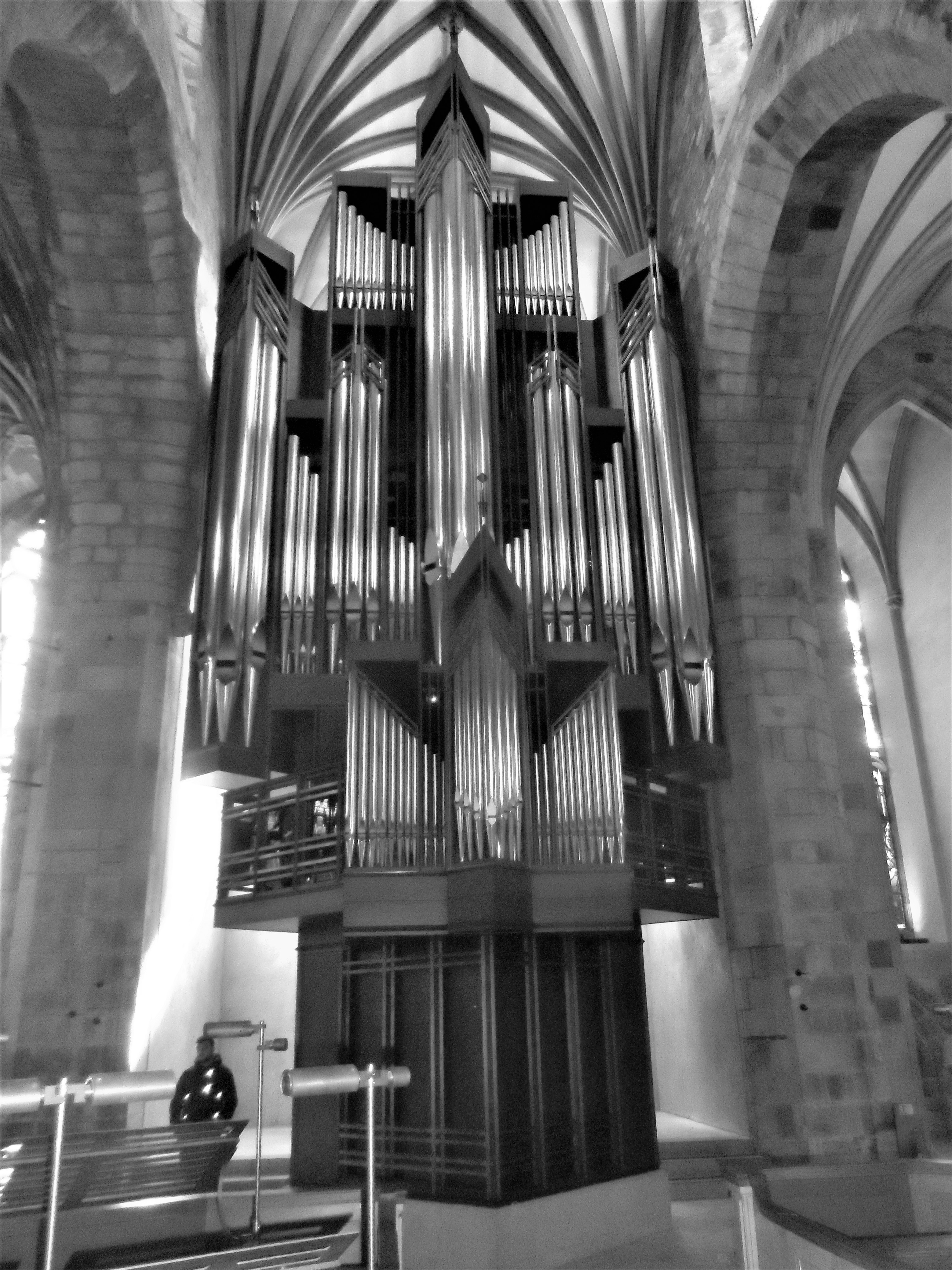
Organo della Cattedrale di Sant'Egidio.

L'organo ha avuto un posto importante nella musica classica, in particolare nel XVI secolo. Lo spagnolo Antonio de Cabezón, l'olandese Jan Pieterszoon Sweelinck e l'italiano Girolamo Frescobaldi furono tre dei più importanti organisti-compositori prima del 1650. Sweelinck in particolare con le sue opere gettò le basi per la scuola organistica tedesca, che vide membri di spicco quali Dietrich Buxtehude, Franz Tunder, Georg Böhm, Georg Philipp Telemann e soprattutto Johann Sebastian Bach, i cui contributi alla musica per organo continuano a regnare sovrani.
Durante questo periodo fiorì anche la scuola organistica francese. François Couperin, Nicolas Lebègue, André Raison e Nicolas de Grigny furono i maggiori organisti-compositori francesi dell'epoca. Bach conosceva bene la produzione dell'organo di Grigny e l'ammirava. In Inghilterra, Georg Friedrich Händel era famoso per il suo modo di suonare l'organo non meno che per le sue composizioni; molti dei suoi concerti per organo, destinati al suo uso personale, vengono ancora eseguiti frequentemente.
Dopo la morte di Bach nel 1750, l'importanza dell'organo si ridusse gradualmente, perché lo strumento stesso perdeva sempre più terreno a favore del pianoforte. Tuttavia Felix Mendelssohn, César Franck e, il meno famoso, Alexandre Boëly (tutti essi stessi organisti esperti) guidarono, indipendentemente l'uno dall'altro, una nascita della preziosa scrittura per organo durante il XIX secolo. Questa rinascita, in gran parte informata dall'esempio di Bach, raggiunse risultati particolarmente impressionanti in Francia (anche se lo stesso Franck era di nascita belga). I nomi più importanti nella composizione organistica romantica francese sono Charles-Marie Widor, Louis Vierne, Alexandre Guilmant, Charles Tournemire ed Eugène Gigout. Di questi, Vierne e Tournemire sono allievi di Franck.
In Germania, Max Reger (fine XIX secolo) deve molto all'audacia di Liszt (lui stesso compositore di musiche per organo) e di Wagner. Paul Hindemith ha prodotto tre sonate per organo e diverse opere che combinano l'organo con gruppo da camera. Sigfrid Karg-Elert si è specializzato in pezzi per organo più corti, per lo più preludi corali.
Tra gli organisti-compositori francesi, Marcel Dupré, Maurice Duruflé, Olivier Messiaen e Jean Langlais hanno dato un contributo significativo al repertorio organistico del XX secolo. L'organo è stato utilizzato molto anche per l'improvvisazione, con organisti come Charles Tournemire, Marcel Dupré, Pierre Cochereau, Pierre Pincemaille e Thierry Escaich.
Alcuni compositori hanno incorporato lo strumento in opere sinfoniche per il suo effetto drammatico, in particolare Mahler, Holst, Elgar, Scriabin, Respighi e Richard Strauss. La Sinfonia per organo di Saint-Saëns impiega l'organo più come un equo strumento orchestrale che per un effetto puramente drammatico. Poulenc ha scritto l'unico concerto per organo dai tempi di Händel ad aver raggiunto la popolarità col grande pubblico.
Poiché l'organo ha sia i manuali che la pedaliera, la musica per organo è stata annotata su tre pentagrammi. La musica suonata sui manuali è disposta come musica per altri strumenti a tastiera sui due righi superiori, mentre la musica per pedaliera è annotata sul terzo pentagramma o talvolta, per risparmiare spazio, aggiunta alla parte inferiore del secondo pentagramma, come era la prima pratica. Per aiutare l'occhio a leggere tre righi contemporaneamente, le stanghette sono spezzate tra i due righi più bassi; la parentesi graffa circonda solo le due doghe superiori. Poiché i rack musicali sono spesso costruiti piuttosto bassi per preservare la visuale sulla consolle, la musica per organo viene solitamente pubblicata in formato oblungo od orizzontale.

### Jazz
Sia gli organi elettronici che quelli elettromeccanici (per es. l'organo Hammond), hanno un ruolo consolidato in numerosi generi di musica popolare come il blues, il jazz, il gospel e la musica rock degli anni sessanta e settanta. Gli organi elettronici ed elettromeccanici sono stati originariamente progettati come sostituti a basso costo per organi a canne. Nonostante questo ruolo inteso come strumento musicale sacro, il tono distintivo degli organi elettronici ed elettromeccanici – spesso modificato con effetti elettronici come vibrato, altoparlanti Leslie (rotanti) e overdrive – divenne una parte importante del suono della musica popolare.
L'organo elettromeccanico, in particolare l'Hammond B3, ha occupato un ruolo significativo nel jazz sin da quando Jimmy Smith lo rese popolare negli anni cinquanta. Può funzionare come sostituto sia del pianoforte che del contrabbasso nella combinazione jazz standard. L'organo Hammond è il fulcro del "trio d'organo", un piccolo ensemble che tipicamente comprende un organista (che suona melodie, accordi e linee di basso), un batterista e un terzo strumentista (chitarra jazz o sassofono). Negli anni 2000, molti artisti usano organi elettronici o digitali, chiamati "organi clonewheel", poiché sono molto più leggeri e facili da trasportare rispetto al pesante e ingombrante B3.

### Musica popolare

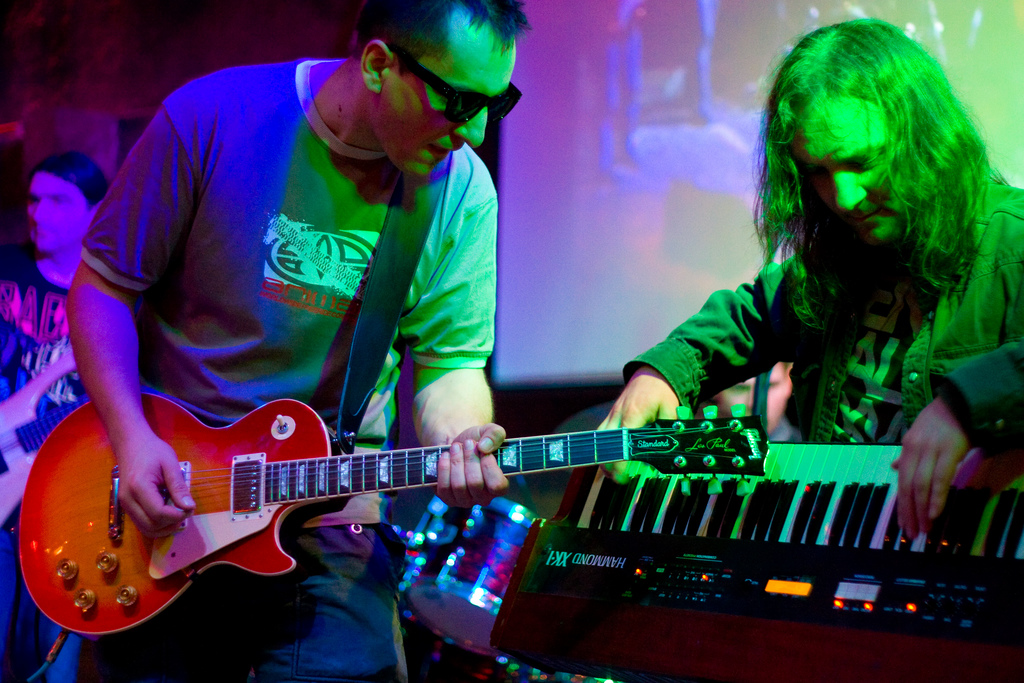
Un moderno organo Hammond digitale in uso.

Gli esecutori di musica d'organo popolare del XX secolo sono William Rowland (che ha composto Piano Rags), George Wright (1920 – 1998) e Virgil Fox (1912 – 1980), che hanno unito le aree della musica classica e religiosa.
Gli organi a canne in stile chiesa sono talvolta usati nel rock. Gli esempi includono i Tangerine Dream, Rick Wakeman (sia con gli Yes che come solista), Keith Emerson (sia con i Nice che con gli Emerson, Lake & Palmer), George Duke (con Frank Zappa), Dennis DeYoung (con gli Styx), gli Arcade Fire, i Muse, Roger Hodgson (ex-Supertramp), i 10,000 Maniacs, Billy Preston e gli Iron Butterfly. Nel funeral doom metal è frequentissimo l'uso dell'organo, o comunque di strumenti che ne riproducono il suono. In particolare, gli Skepticism utilizzano la tastiera quasi esclusivamente per riprodurre il suono dell'organo chiesastico.
Altri artisti che usano l'organo Hammond sono: Neil Young, Stephen Stills, Al Kooper, Bob Dylan, i Pink Floyd, i Counting Crows, i Pooh, Hootie & the Blowfish, la Formula 3, Sheryl Crow, i Vulfpeck, Piero Cassano (sia con i Jet che con i Matia Bazar), Sly Stone e i Deep Purple.

## Sport

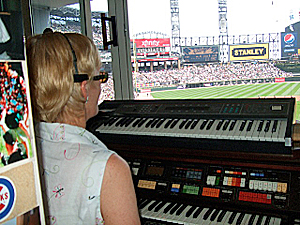
Nancy Faust mentre suona al Guaranteed Rate Field, casa dei Chicago White Sox.

In tutto il Nordamerica (Stati Uniti e Canada), la musica d'organo è comunemente associata in diversi sport, in particolare il baseball, il basket e l'hockey su ghiaccio.
L'organo da baseball è stato definito "un accessorio dell'esperienza uditiva complessiva del campo da baseball". La prima squadra a introdurre un organo furono i Chicago Cubs, che misero un organo a Wrigley Field come esperimento nel 1941 per due partite. Ebbets Field, casa dei Brooklyn Dodgers, ha assunto il primo organista a tempo pieno del baseball, Gladys Goodding. Nel corso degli anni, molti ballpark hanno colto la tendenza è molti organisti sono diventati famosi e associati ai loro parchi o ai loro brani distintivi.

### Annotazioni
1. ↑  Di solito due o tre, fino a cinque.
2. ↑  In particolare, l'organo Hammond.
3. ↑  Sia analogici che digitali.
4. 1 2 3  Per l'Italia.
5. ↑  Da non confondere con l'omonima band australiana.

### Fonti
1. 1 2  (EN) Douglas Bush e Richard Kassel, The Organ, an Encyclopedia, Routledge, 2006,  p. 327.
2. ↑  (EN) Islander, AN NCS INTERVIEW: SKEPTICISM, su NO CLEAN SINGING, 17 febbraio 2022. URL consultato il 22 gennaio 2025.
3. ↑  (EN) Jon Rosenthal, The March and the Stream: Skepticism Revisits The Re-Mixed "Stormcrowfleet", su Invisible Oranges - The Metal Blog. URL consultato il 22 gennaio 2025.
4. ↑  (EN) Decibel Magazine, Funeral Doom Legends Skepticism Look Back on 'Stormcrowfleet' 25 Years Later, su Decibel Magazine, 21 luglio 2020. URL consultato il 22 gennaio 2025.